# Železniční trať Rakovník – Bečov nad Teplou
Železniční trať Rakovník – Bečov nad Teplou (v jízdním řádu pro cestující označená číslem 161) vede z Rakovníka přes Blatno u Jesenice a Protivec do Bečova nad Teplou. Jedná se o jednokolejnou regionální trať, jež prochází dvěma tunely – Boreckým (km 56,667) a Žlutickým (km 54,033), který je se svými 25 metry nejkratším jednokolejným tunelem v Česku. Provoz zde byl zahájen v roce 1897. Na oslavu 120 let provozu trati i odbočky do Bochova byl 3. června 2017 vypraven zvláštní vlak z Lužné u Rakovníka do Bochova vedený parní lokomotivou 354.1. Tato akce byla o 5 let později zopakována u příležitosti 125. výročí, a to 14. května 2022, avšak kvůli přetrvávajícímu suchu byl vlak tažen motorovou lokomotivou T 435.0.

## Stanice a zastávky

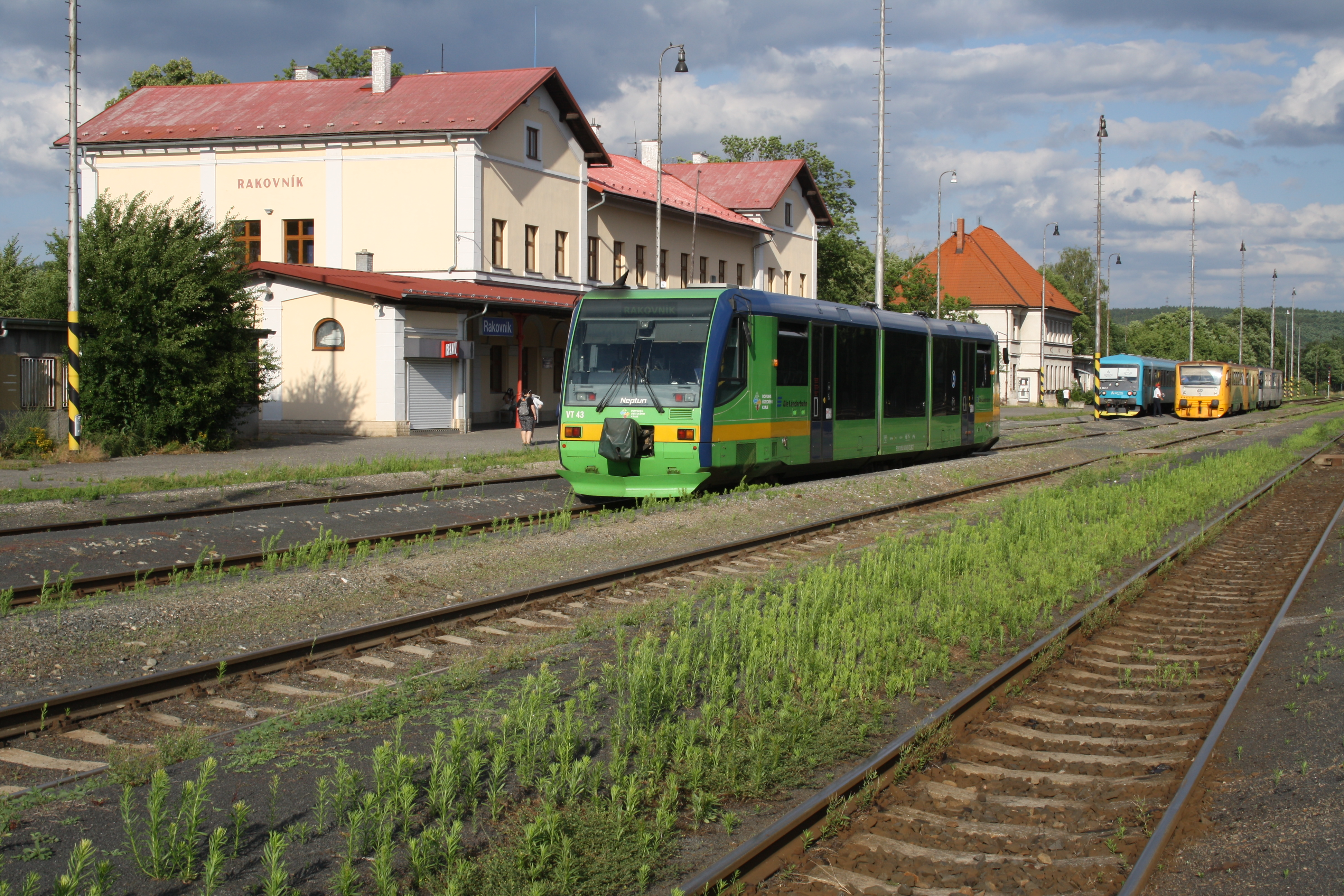
Rakovník
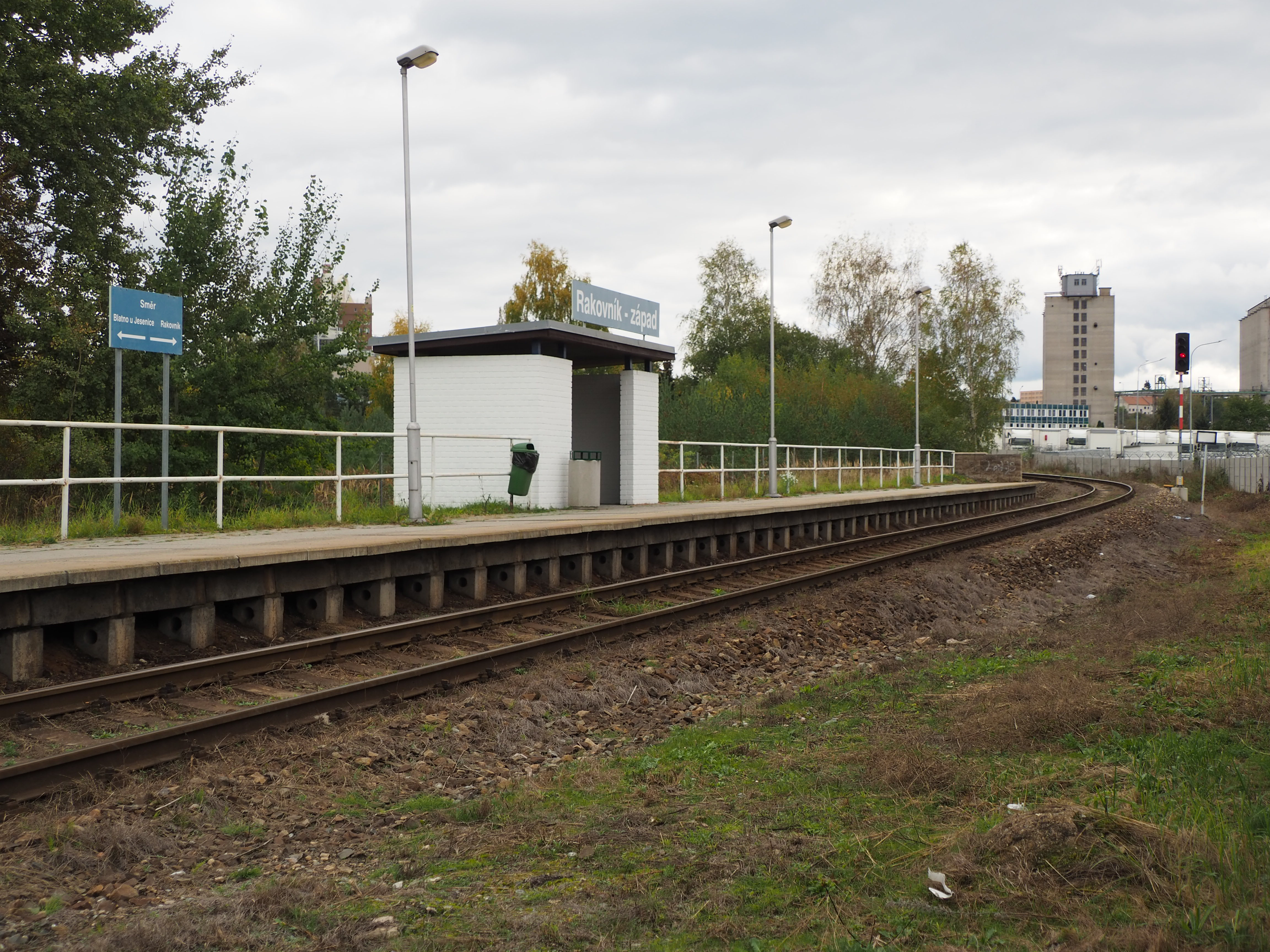
Rakovník západ
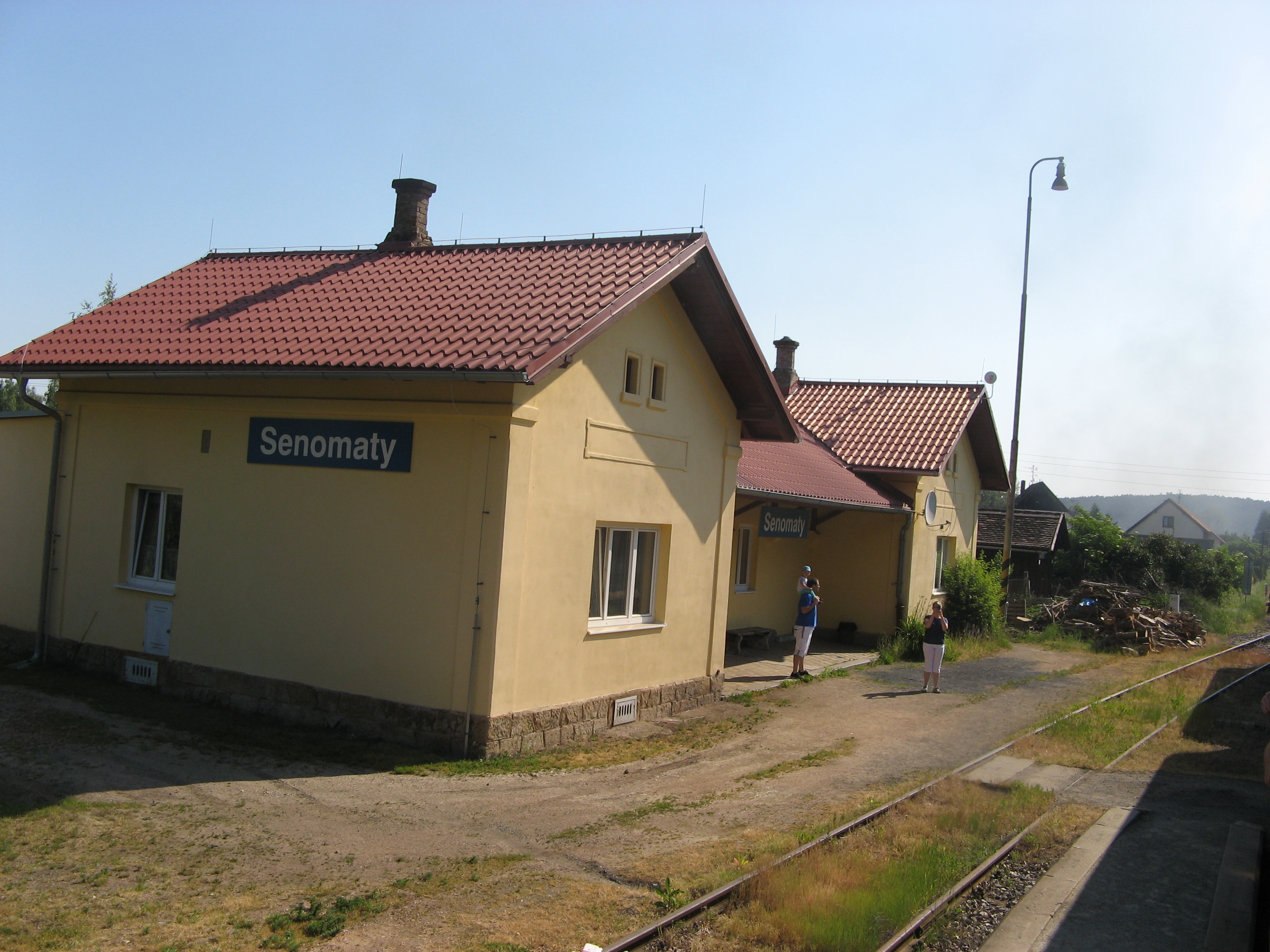
Senomaty
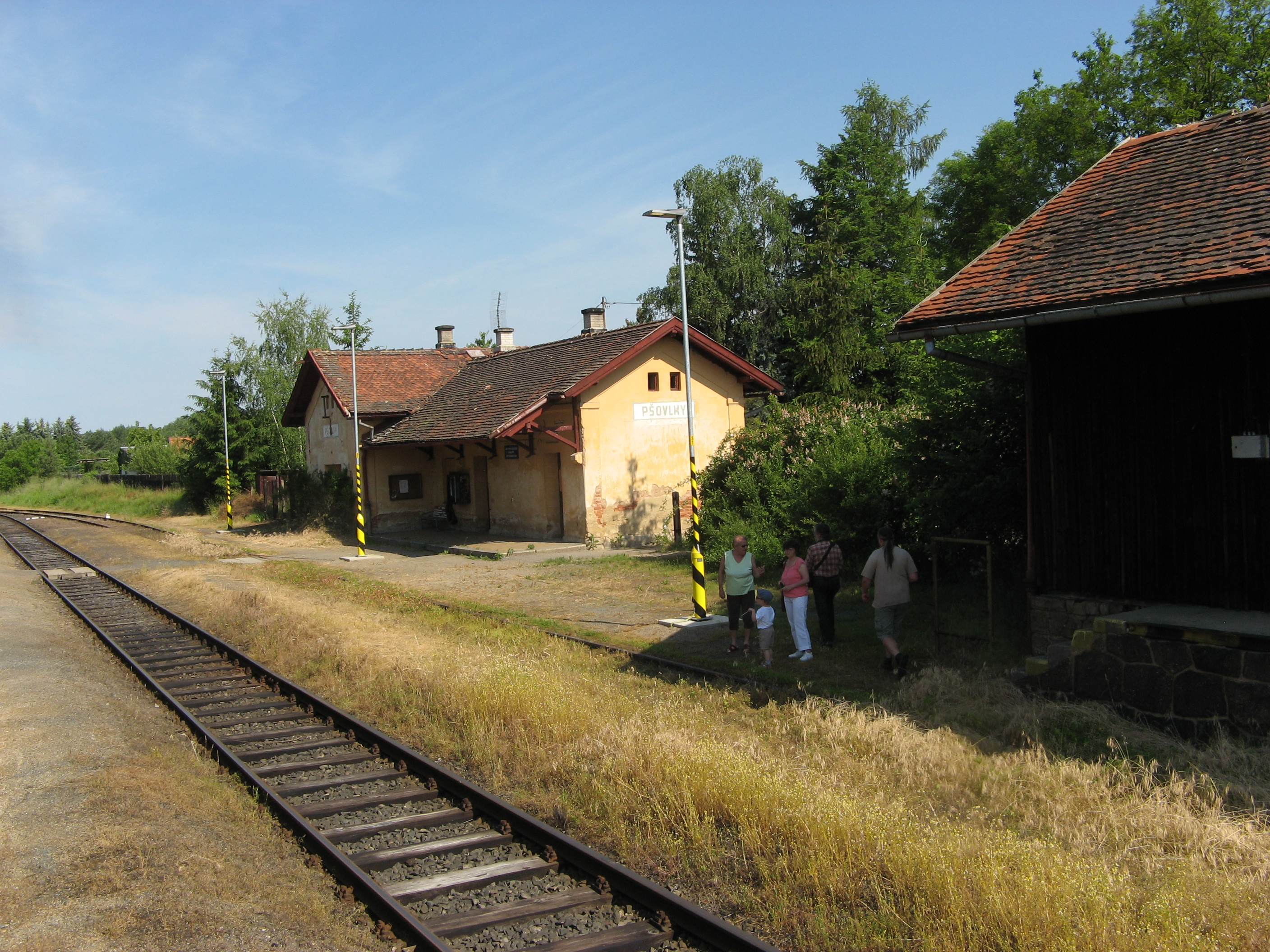
Pšovlky (stav 2017)
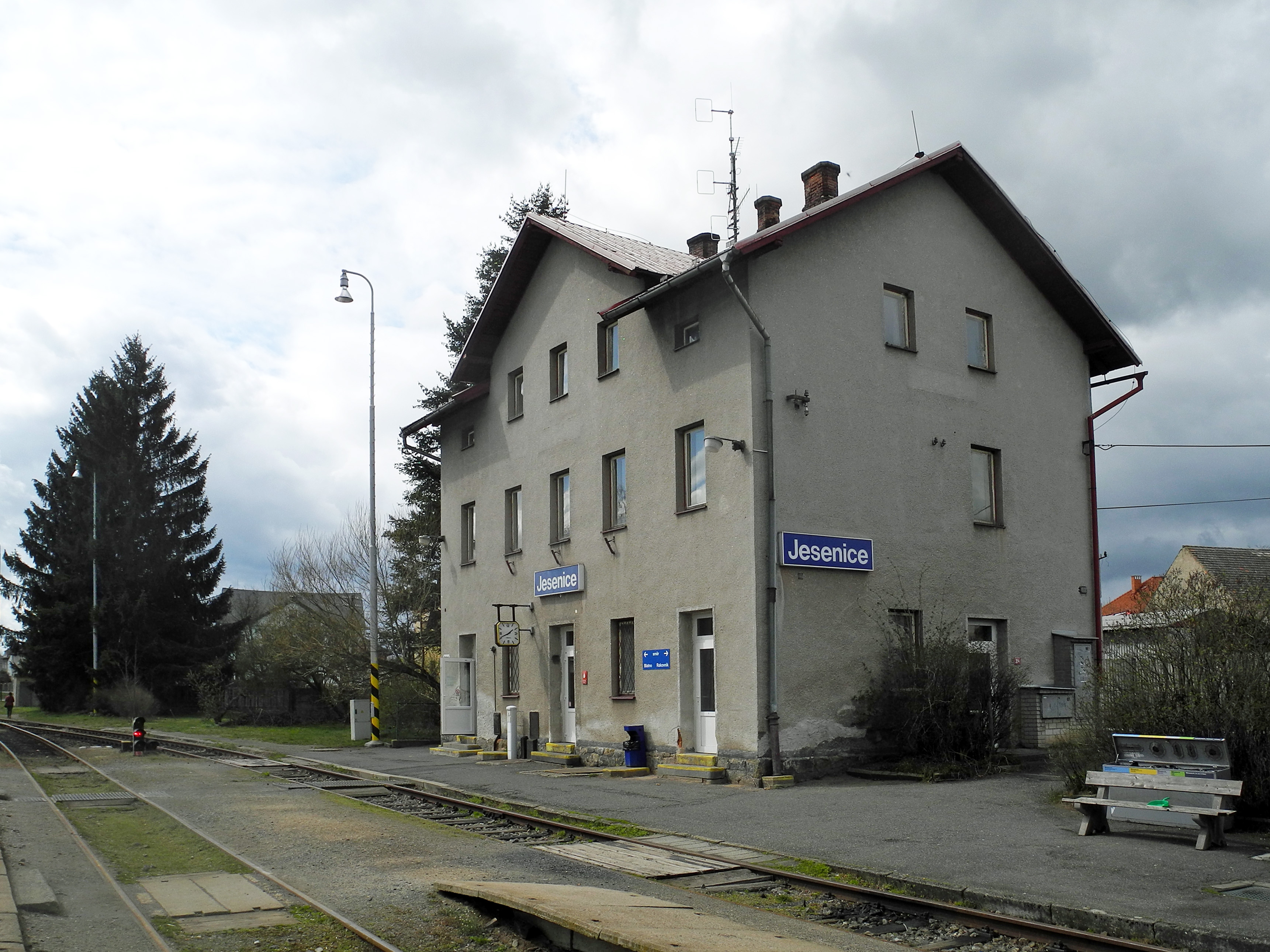
Jesenice
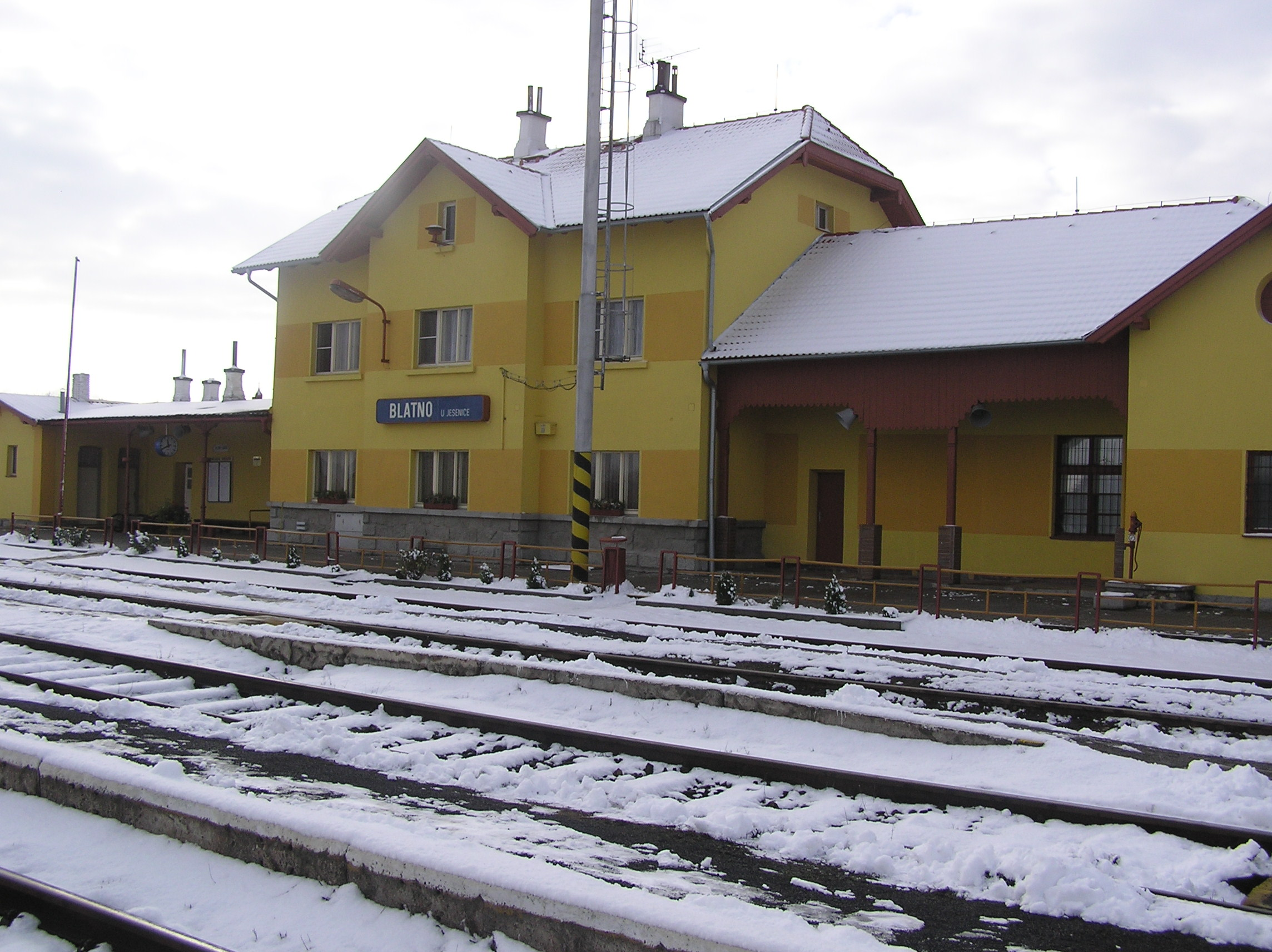
Blatno u Jesenice
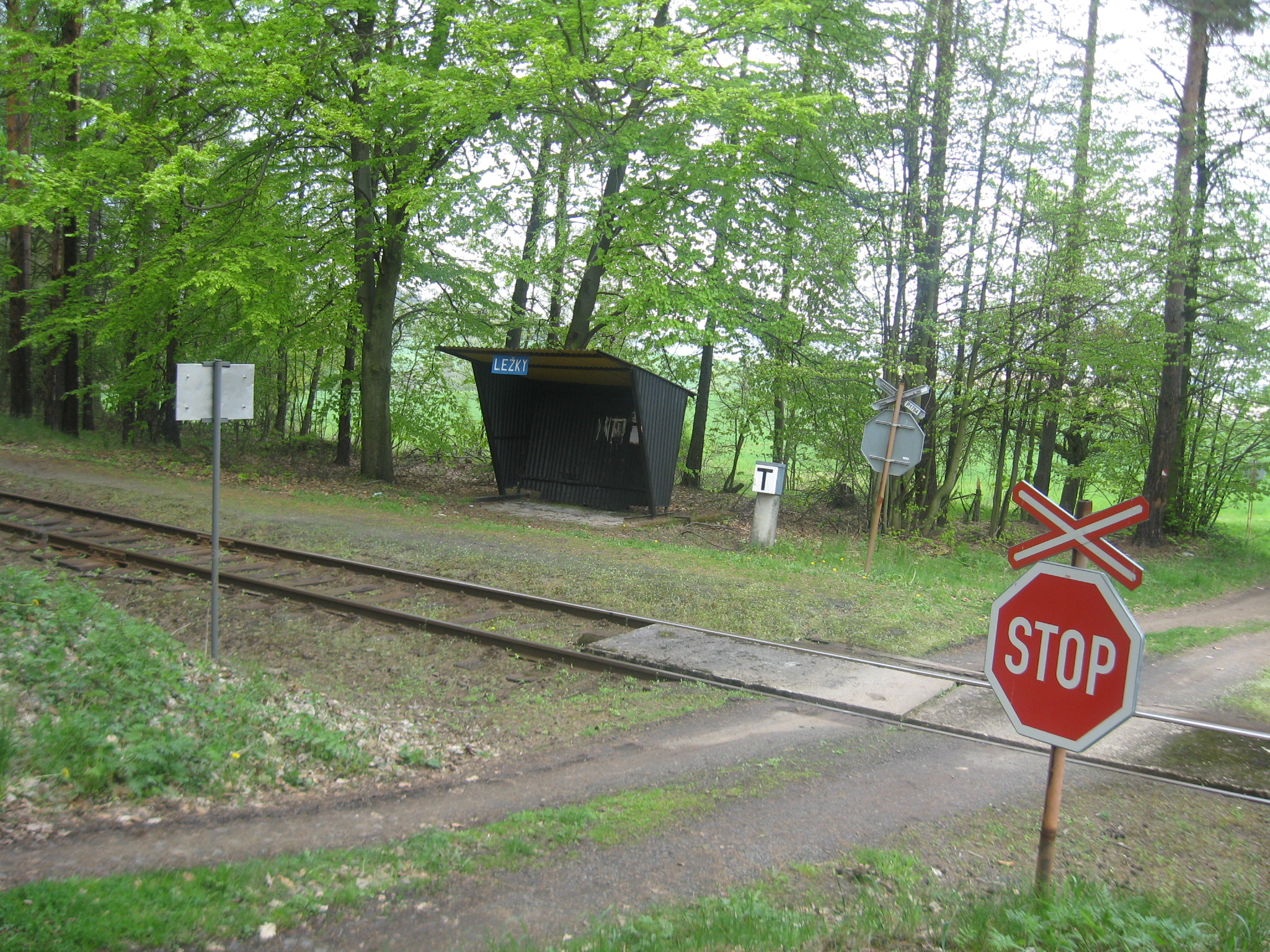
Ležky
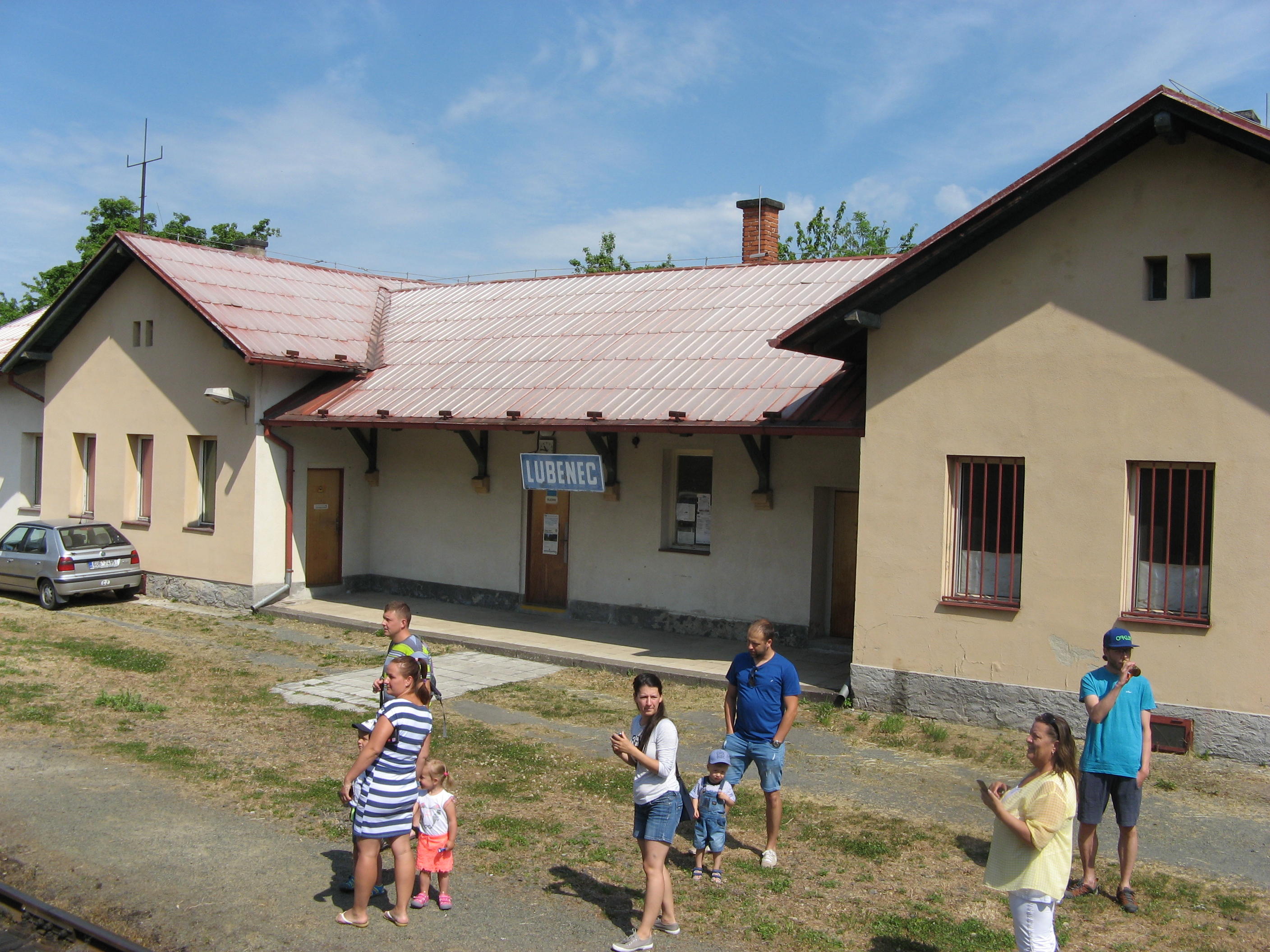
Lubenec
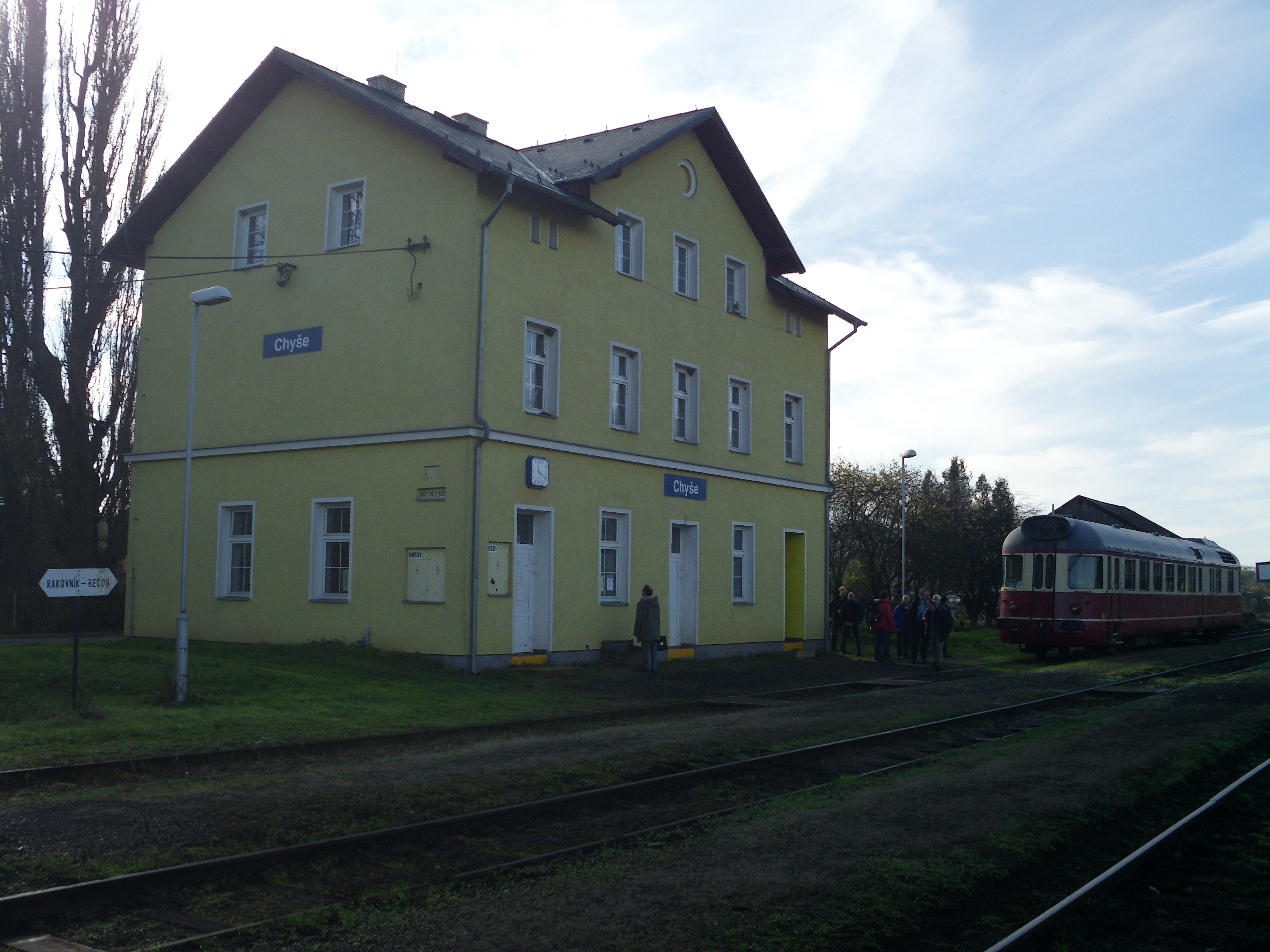
Chyše
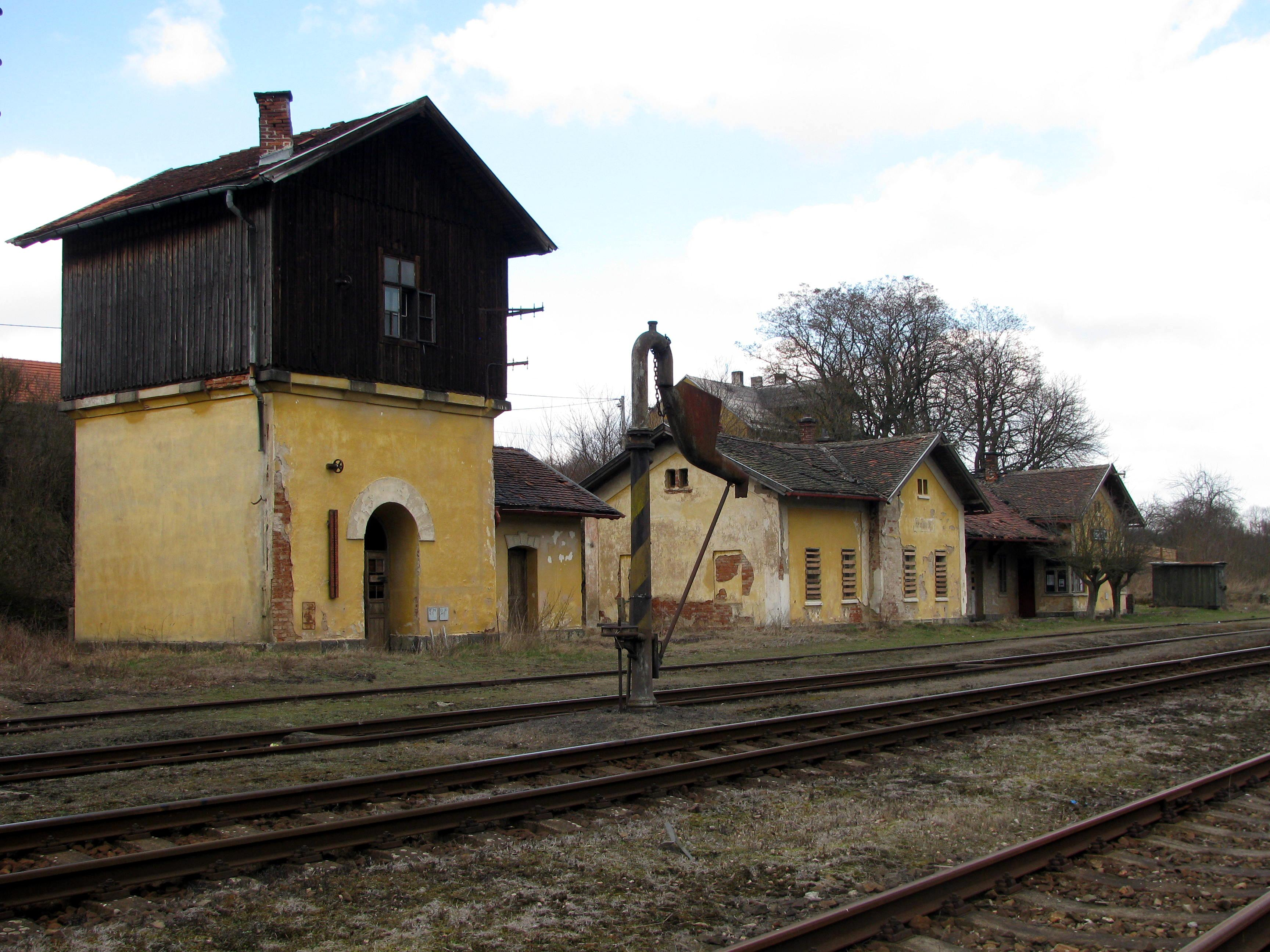
Protivec (před demolicí)
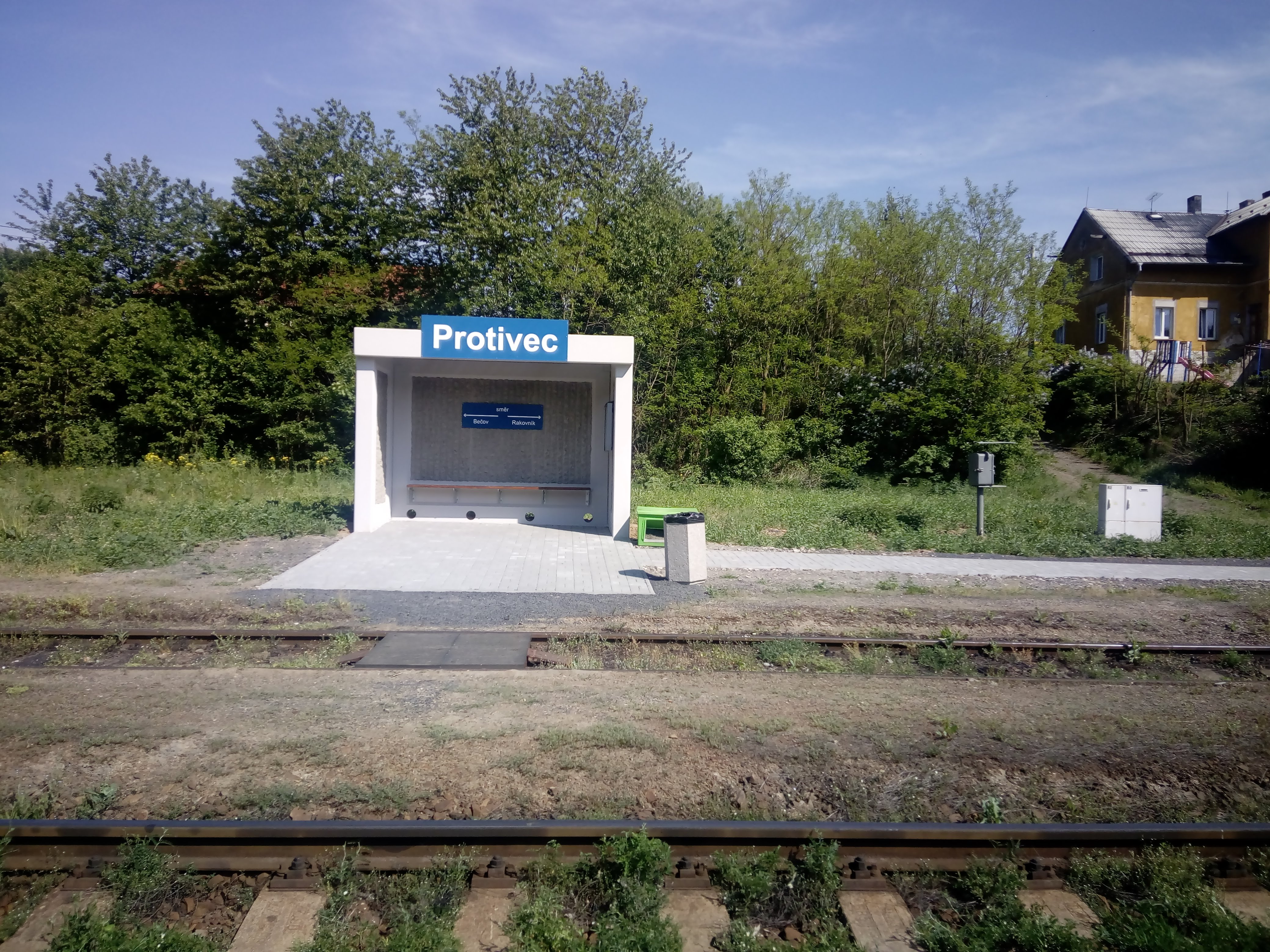
Protivec
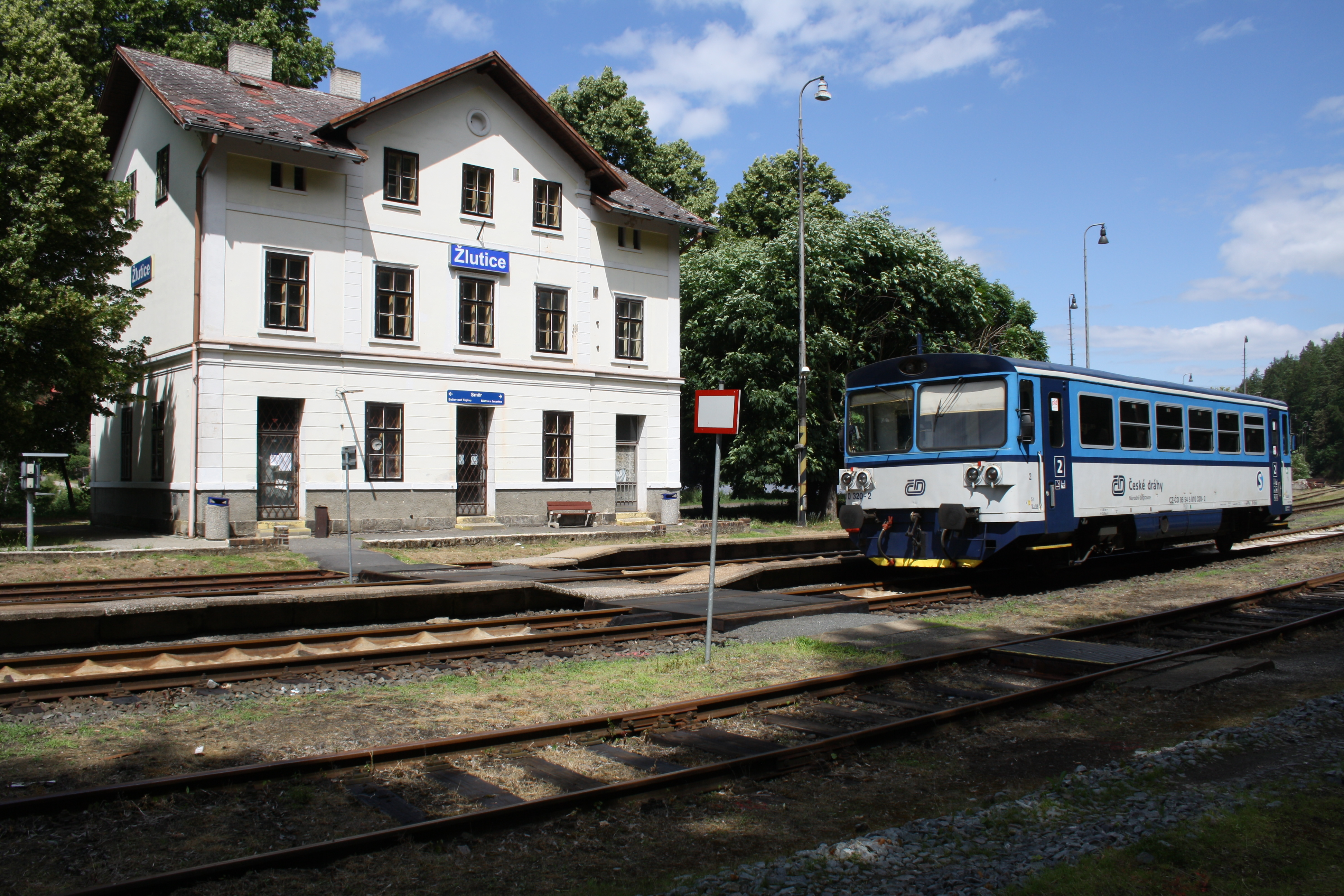
Žlutice
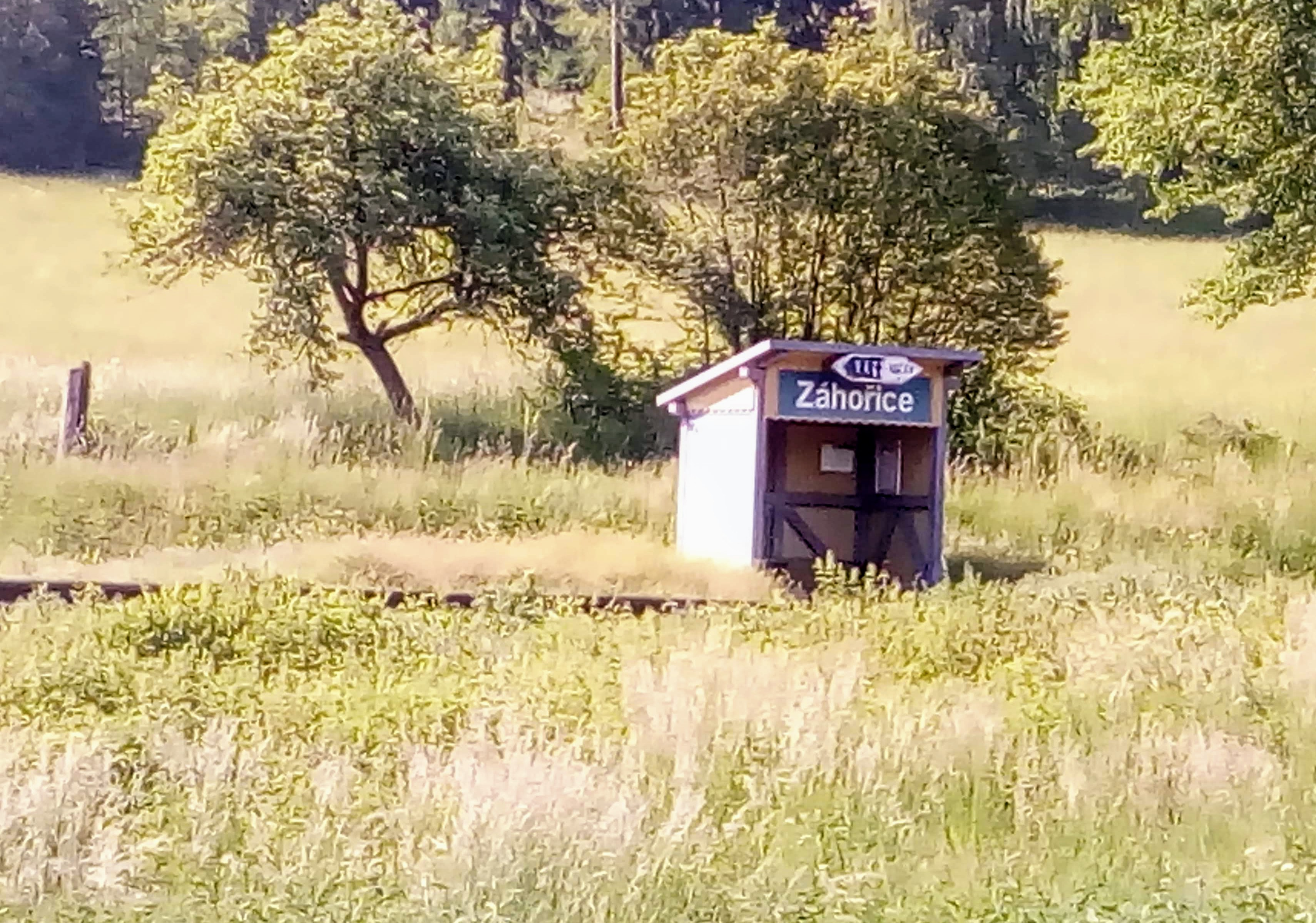
Záhořice
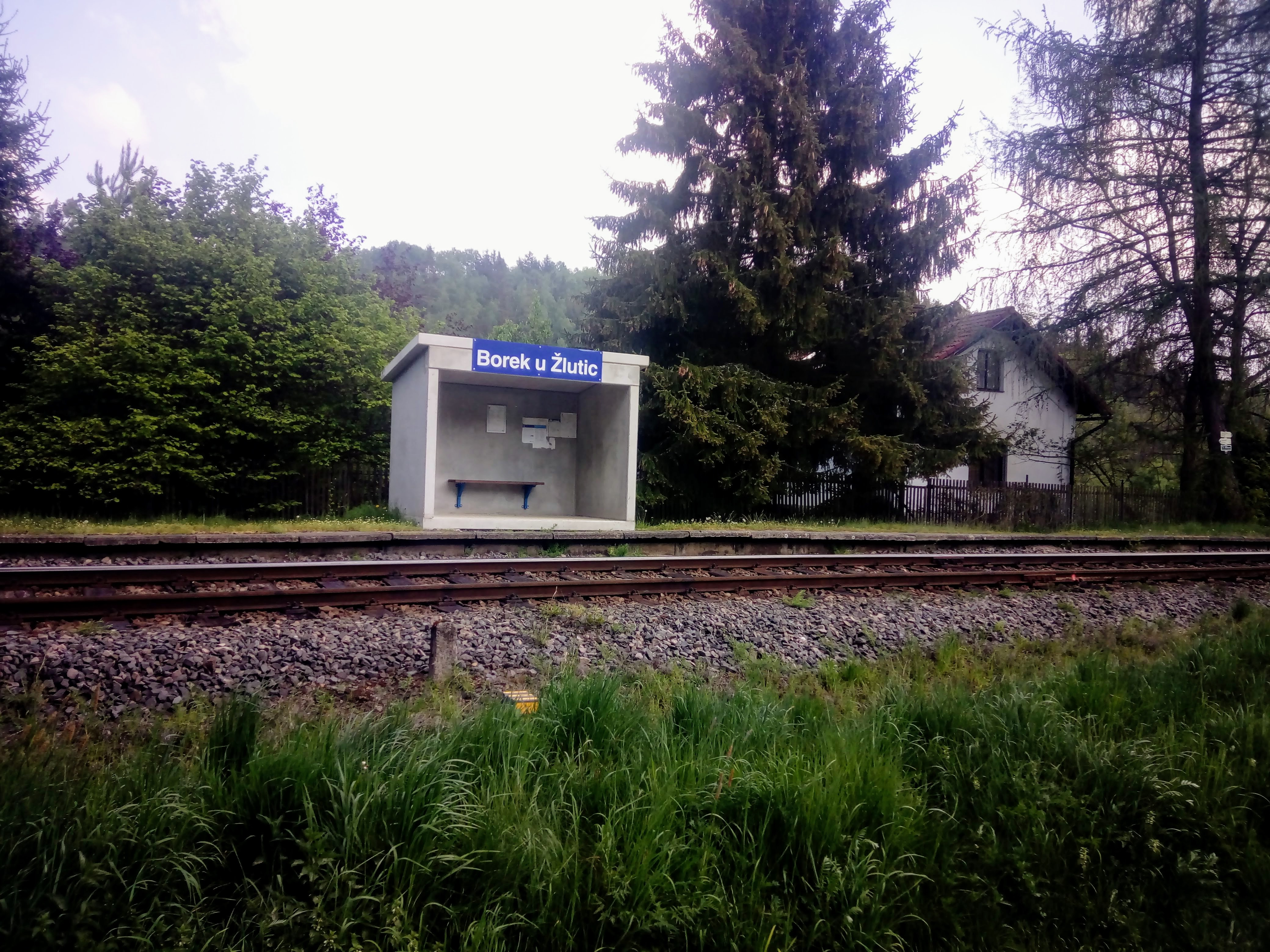
Borek u Žlutic
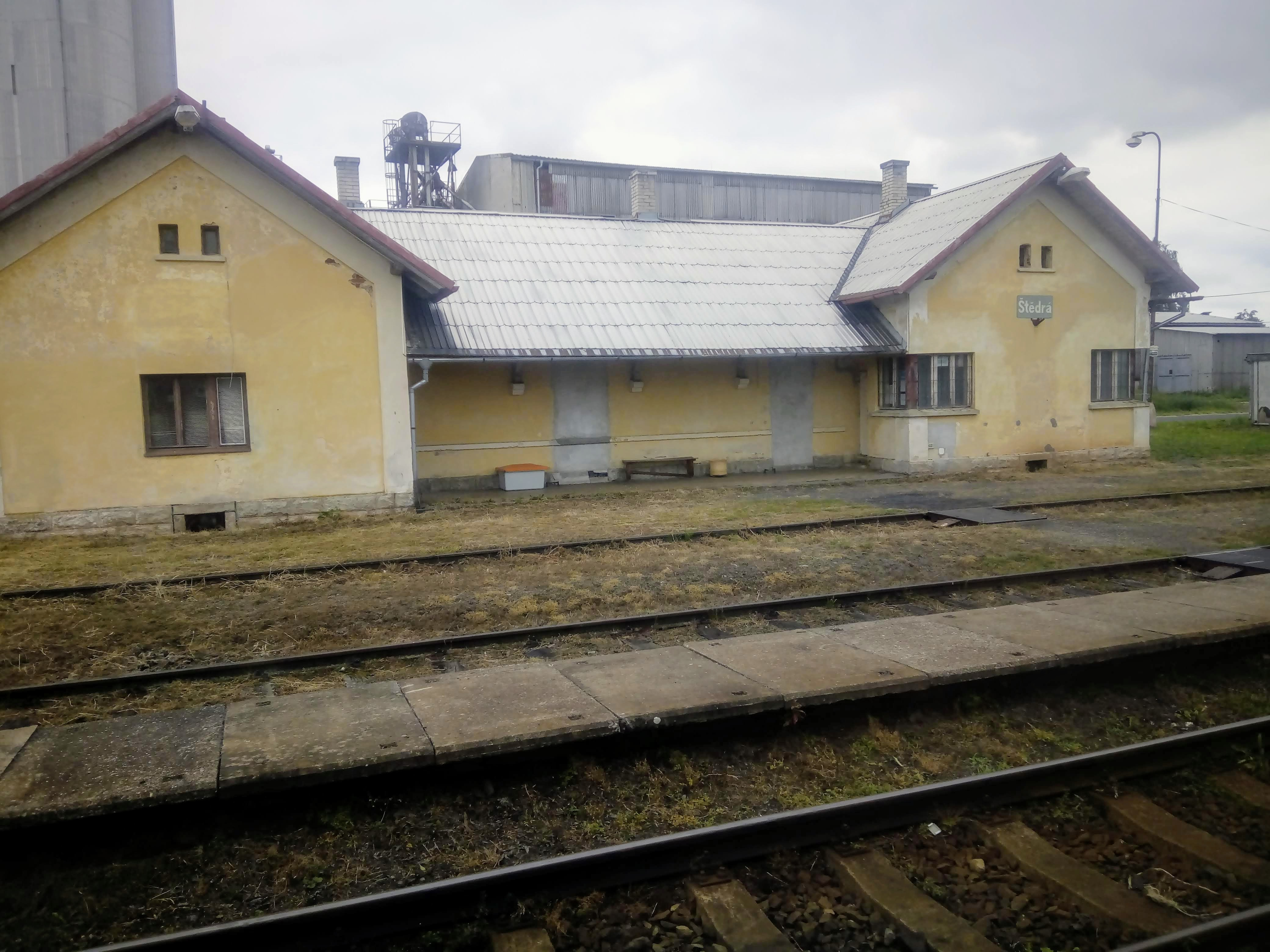
Štědrá
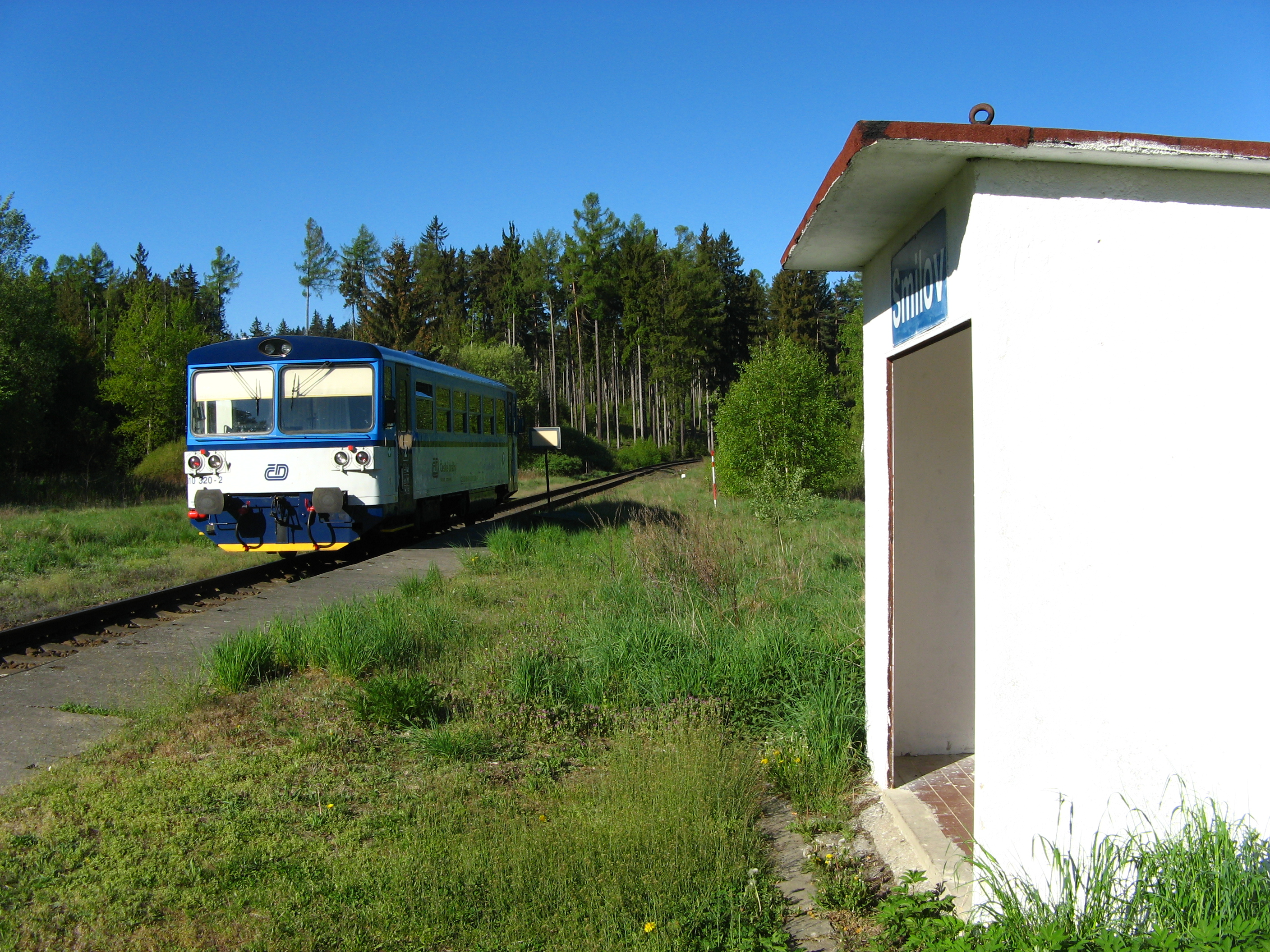
Smilov
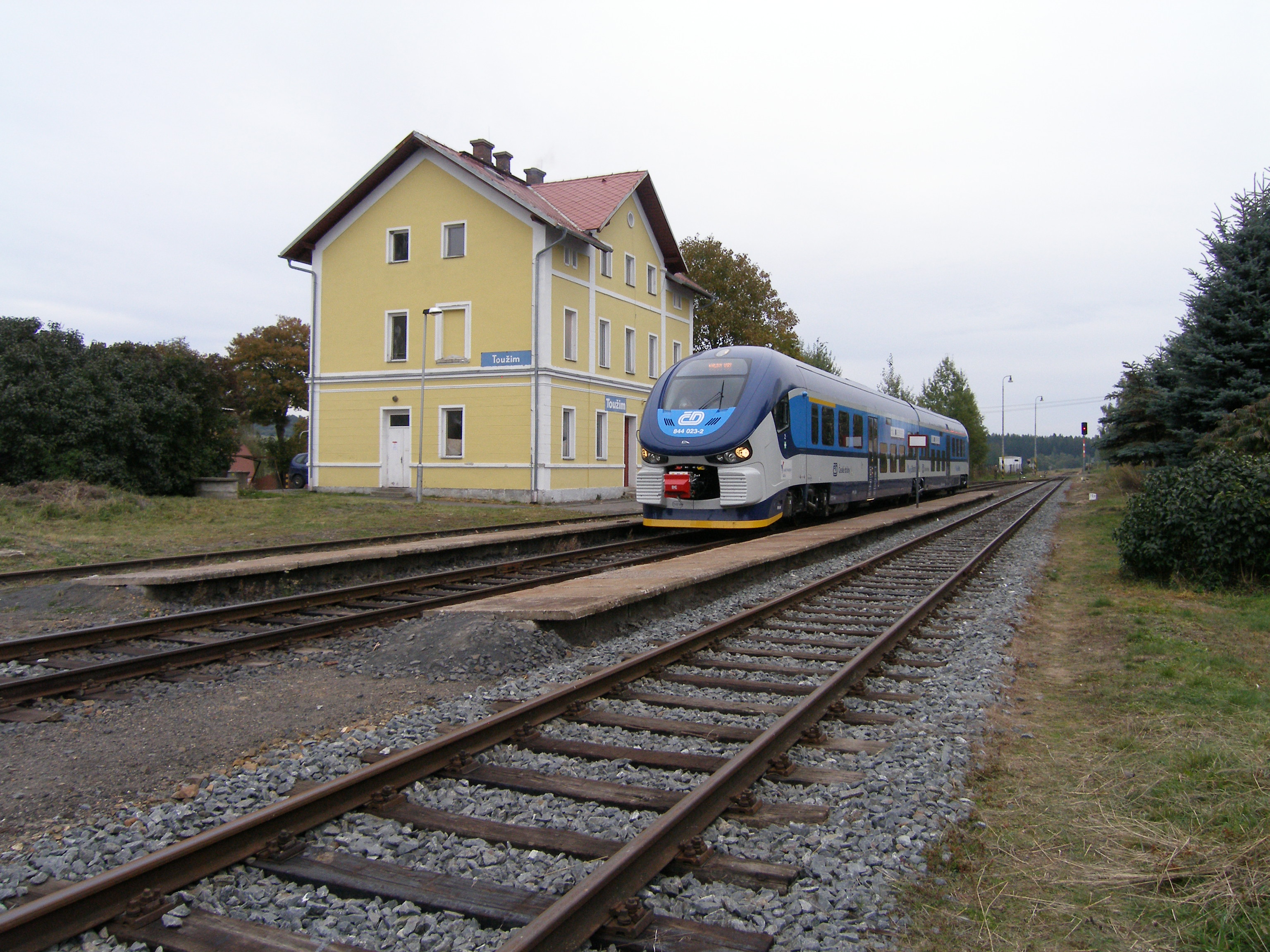
Toužim
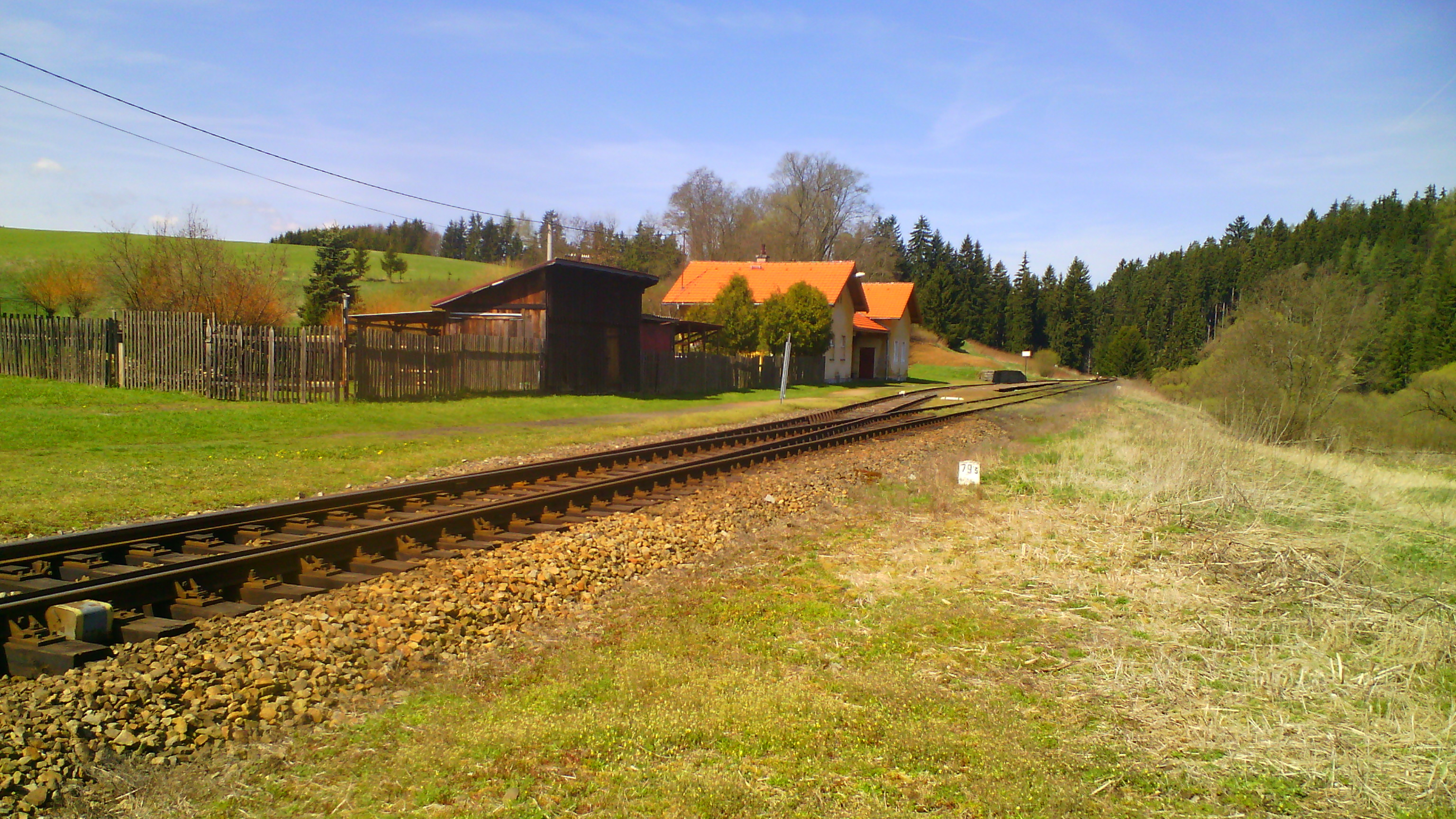
Otročín
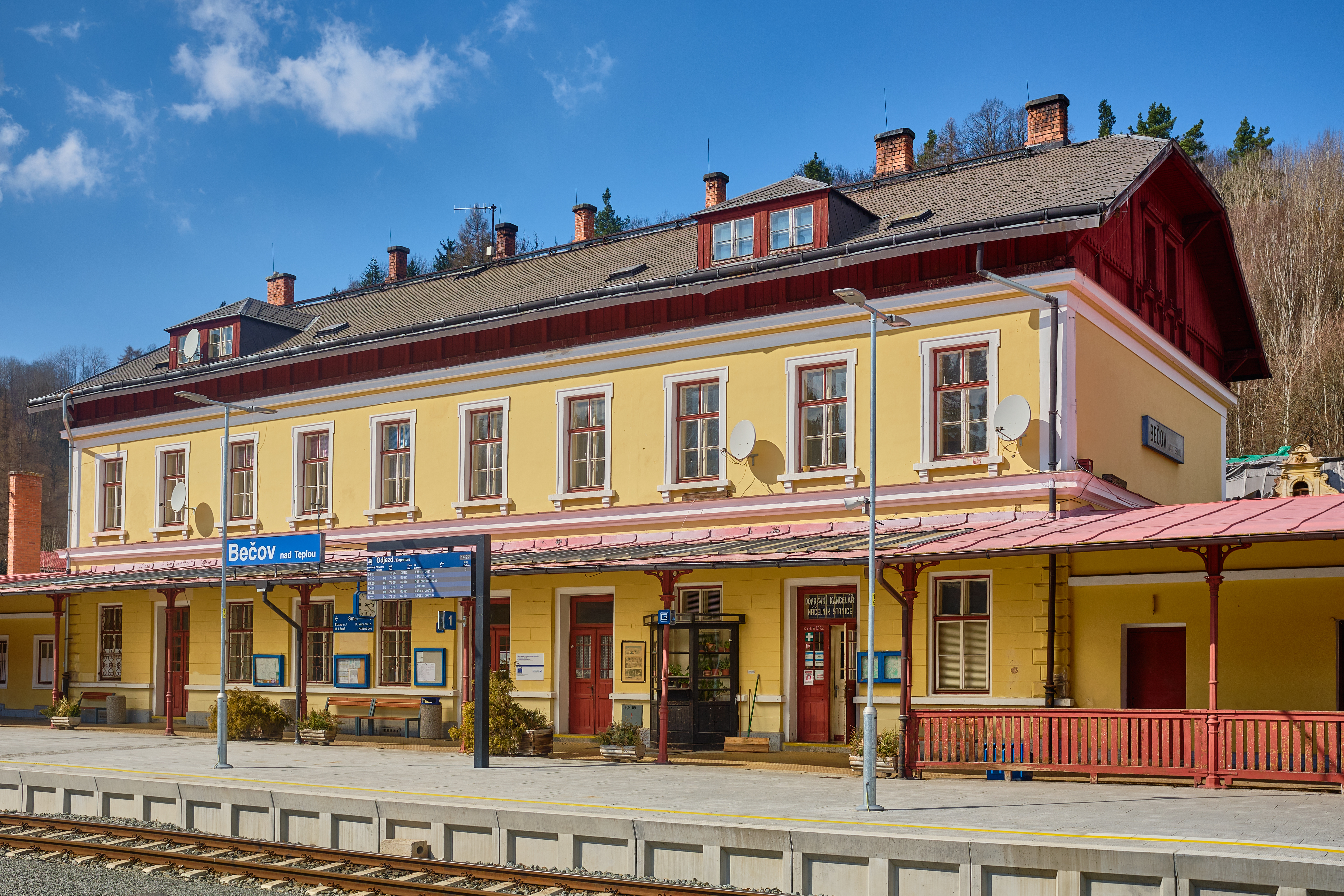
Bečov nad Teplou

## Navazující tratě

### Rakovník
- Železniční trať Praha–Rakovník
- Železniční trať Most–Rakovník
- Železniční trať Rakovník–Mladotice
- Železniční trať Beroun–Rakovník

### Blatno u Jesenice
- Železniční trať Plzeň–Žatec

### Protivec
- Železniční trať Protivec–Bochov

### Bečov nad Teplou
- Železniční trať Karlovy Vary – Mariánské Lázně